# Еварист Галоа
Еварист Галоа (фр. Évariste Galois; Бур ла Рен, 25. октобар 1811 — Париз, 31. мај 1832) је био француски математичар и политички активиста. Док је још био у тинејџерским годинама, успео је да утврди неопходне и довољне услове за решавање полинома помоћу радикала, чиме је решио проблем који је био отворен током 350 година. Његов рад је положио темеље за теорију Галоа и теорију група, две велике гране апстрактне алгебре, и потпоље повезаности Галоа. Преминуо је у својој 20. години услед повреда задобијених у двобоју.
Он је био упорни републиканац и био је у великој мери умешан у политичка превирања која су окружила Француску револуцију 1830. Као резултат његовог политичког активизма, више пута је хапшен, служећи једну затворску казну од неколико месеци. Из непознатих разлога, убрзо по изласку из затвора борио се у дуелу и преминуо од задобијених рана.

## Биографија

### Увод
Галоа је имао исувише тужан живот за тако великог математичара. Био је геније и није се мирио са тупошћу свога окружења. Од стране својих предавача оцењен је као „лењ“ ученик и „слабо интелигентан“, што не мора да чуди у атмосфери сукоба професора монархиста и бунтовног младића републиканца. Радови које је написао у својој петнаестој години, читав наредни век окупирали су пажњу светских математичара. Умро је у својој двадесетпрвој години разочаран у људе, политичку власт, љубав... Мало наде сачувао је за математику, јер бити математичар био је његов животни идеал.
Еварист Галоа рођен је 25. октобра 1811. године у Бурж Ла Рену, малом крају надомак Париза, у кући Никаоласа-Габријела Галоа, угледног образованог интелектуалца, заљубљеника у филозофију и окорелог борца против краљевске власти. Његова мајка била је скромна жена, правичног расуђивања, из лозе истакнутих правника тога времена.

### Младост
Своје прво образовање стекао је у породици. Мајка га је упорно подучавала у тзв. класичним наукама. Од оца је наследио склоност ка реторици. 1823. године Галоа уписује школу у Паризу. Убрзо постаје разочаран у школски систем и његово интересовање за предвиђену литературу временом опада. Због таквог понашања, професори су инсистирали да га врате у нижи разред, што су и успели. Њега занима само математика. У својој дванаестој години чита Лежандрову геометрију. Причало се да су две године биле уобичајено време потребно младим студентима за савлађивање ове литературе. Он ју је прочитао у једном даху и све му је било кристално јасно. Од тада се занимао само са нове математичке теорије. Читајући Абела, и сам долази на идеју решавања једначина преко коефицијената. 1828. године срео је Емила Ричарда, професора математике који је одмах спознао његов таленат, видећи у њему „француског Абела“. Уз његову подршку шаље свој рад Кошију, првој личности Академије. На несрећу, Коши је његов рад загубио, што је само повећало Галово огорчење постојећим приликама.
Галоа је желео да упише Политехничку школу. Два пута пада на пријемном испиту и то само зато што је знао више и од својих испитивача, па га ови нису баш најбоље разумели. Нису препознали потенцијал нити видели дар у том младићу.
По други пут шаље свој рад на Академију. Овога пута он успешно стиже у руке једног од повереника који је требало да га дубље проучи. Био је то Галоов рад за престижну Велику награду из математике. Стручњаци су се сложили да је такав рад вредео више него и сама награда. Нажалост, повереник је умро пре него што је и стигао да прочита рад. Међу његовим папирима није пронађен овај рад.

### Политика и смрт
По други пут поражен, Галоа се враћа у свој родни крај. Покушава да организује курс математике која је обухватала теорију о имагинарним бројевима, методе решавања једначина и елиптичне функције које обрађује чиста алгебра - били су све ово његови радови. Нажалост нема ни једног ђака. У потпуности се окреће политици.
У удружењу је које је против краља и власти, па је тако себи донео додатне неприлике и дане у тамници.
Уз то доживљава и своју прву љубав која га опет доводи до разочарења.
Ускоро бива позван на двобој од стране вереника поменуте девојке који је био и његов политички противник.
У својој последњој ноћи пише писмо свом једином верном пријатељу које садржи његове најдрагоценије математичке идеје и теорије и речи опраштања којим говори да умире за отаџбину. Последње речи гласиле су: "Задржите ме у сећању, будући да ми судбина није подарила довољно живота да би моја домовина сазнала за моје име..."
У рано јутро тог 31. маја 1832. године, погођен је у груди и остављен на пустом пољу. Пронашао га је сељак који га је одвео у болницу. За њега је већ било касно. Умро је у присуству свог брата, у својој 21. години. Сахранили су га у заједничкој гробници Јужног гробља, тако да данас нема ни трага гробу Евериста Галоа. Његов вечни споменик су његова сабрана дела. Она броје 60 страница.

## Доприноси математици
Из завршних редова Галоаовог писма његовом пријатељу Огисту Шевалијеу, дана 29. маја 1832, два дана пре Галоаове смрти:

Tu prieras publiquement Jacobi ou Gauss de donner leur avis, non sur la vérité, mais sur l'importance des théorèmes.
Après cela, il y aura, j'espère, des gens qui trouveront leur profit à déchiffrer tout ce gâchis.
(Замолите Јакобија или Гауса да јавно дају своје мишљење, не о истини, већ о важности ових теорема. Касније ће се, надам се, наћи неки људи којима ће бити од користи да дешифрују сву ову збрку.)
Унутар шездесетак страница његових сабраних радова налазе се многе важне идеје које су имале далекосежне последице за скоро све гране математике. Његов рад се пореди са радом Нилса Хенрика Абела (1802 – 1829), математичара исте епохе који је умро у веома младој доби, а велики део њиховог рада се значајно преклапао.

### Алгебра
Док су многи математичари пре Галоа разматрали оно што је данас познато као групе, Галоа је био тај који је први употребио реч група (на француском groupe) у смислу блиском техничком смислу који се данас разуме, што га је сврстало међу осниваче гране алгебре познате као теорија група. Он је декомпозицију групе на њен леви и десни косет назвао правилном декомпозицијом ако се леви и десни косет поклапају, што је данас познато као нормална подгрупа. Такође је увео концепт коначног поља (такође познатог као поље Галоа у његову част) у суштини у истом облику како се данас схвата.
У свом последњем писму Шевалијеу и приложеним рукописима, другом од три, спровео је основне студије линеарних група над коначним пољима:
- Он је конструисао општу линеарну групу над простим пољем, GL(ν, p) и израчунао њен ред, проучавајући Галоа групу опште једначине степена pν.[8]
- Конструисао је пројективну специјалну линеарну групу PSL(2,p). Галоа их је конструисао као делимичне линеарне трансформације и приметио да су једноставне осим ако је p једнако 2 или 3.[9] То је била друга породица коначних једноставних група, после наизменичних група.[10]
- Он је приметио изузетну чињеницу да је PSL(2,p) једноставно и делује на p тачака ако и само ако је p 5, 7 или 11.[11][12]

### Теорија Галоа
Галоаов најзначајнији допринос математици је његов развој Галоаове теорије. Схватио је да је алгебарско решење полиномске једначине повезано са структуром групе пермутација повезаних са коренима полинома, Галоа групом полинома. Он је открио да се једначина може решити у радикалима ако се може пронаћи низ подгрупа њене Галоа групе, свака нормална у свом наследнику са абеловим количником, то јест, њена Галоа група је решива. Ово се показало као плодан приступ, који су касније математичари прилагодили многим другим областима математике осим теорије једначина на коју га је Галоис првобитно применио.